# Mamouna
Mamouna är det nionde studioalbumet av den brittiske sångaren och låtskrivaren Bryan Ferry, släppt den 5 september 1994. Mamouna var då Ferrys första album på sju år bestående enbart av egenkomponerat material. Ferry arbetade med albumet, som hade arbetstiteln Horoscope, i sex år. Albumet nådde plats 11 på den brittiska albumlistan.
Ferry samarbetade med flera av sina tidigare bandkamrater från Roxy Music vid inspelningen av albumet, inklusive Brian Eno, som lämnade bandet 1973.
Låtarna Your Painted Smile och Mamouna från albumet släpptes som singlar, men blev inga större listframgångar. Även Don't Want To Know släpptes som singel, dock enbart i Japan.

## Låtlista
Samtliga låtar skrivna av Bryan Ferry om inte annat anges.
| Nr           | Titel              | Kompositör      | Längd |
| ------------ | ------------------ | --------------- | ----- |
| 1.           | Don't Want To Know |                 | 4:07  |
| 2.           | N.Y.C.             |                 | 4:10  |
| 3.           | Your Painted Smile |                 | 3:14  |
| 4.           | Mamouna            |                 | 5:11  |
| 5.           | The Only Face      |                 | 4:40  |
| 6.           | The 39 Steps       |                 | 5:01  |
| 7.           | Which Way To Turn  |                 | 5:44  |
| 8.           | Wildcat Days       | Ferry/Brian Eno | 4:34  |
| 9.           | Gemini Moon        |                 | 3:47  |
| 10.          | Chain Reaction     |                 | 5:08  |
| Total längd: | Total längd:       | Total längd:    | 45:36 |

## Medverkande
- Bryan Ferry – sång, synthesizer, piano
- Phil Manzanera – gitarr
- Robin Trower – gitarr
- Maceo Parker – altsaxofon
- Nile Rodgers – gitarr
- Paul Johnson – körsång
- Carleen Anderson – körsång
- Nathan East – elbas
- Brian Eno – ljudeffekter
- Yanick Etienne – körsång
- Steve Ferrone – trummor
- Guy Fletcher – synthesizer
- Neil Hubbard – gitarr
- Luís Jardim – slagverk
- Neil Jason – ljudeffekter
- Chester Kamen – gitarr
- Andy Mackay – altsaxofon
- Richard T. Norris – loopar, programmering
- Mike Paice – altsaxofon
- Pino Palladino – elbas
- Guy Pratt – elbas
- Steve Scales – slagverk
- Jeff Thall – gitarr
- Fonzi Thornton – körsång
- David Williams – gitarr, körsång
- Jhelisa Anderson – körsång
- Luke Cresswell – slagverk

Tekniskt
- Johnson Somerset – assisterande producent
- Sven Taits – tekniker
- Richard T. Norris – assisterande tekniker
- Bob Clearmountain – mixning
- Bob Ludwig – mastering
- Bryan Ferry, Nick de Ville – art direction
- James Ward – konst
- Steven Cassidy – fotografi